# 千葉雄大
千葉 雄大（ちば ゆうだい、1989年3月9日 - ）は、日本の俳優。宮城県多賀城市出身。ジャパン・ミュージックエンターテインメント（イー・コンセプト）所属。

## 来歴
宮城県仙台第三高等学校卒業。玉川大学中退。2007年10月、Toppaモデルオーディションで選出された。大学生時代には町田市内のスターバックスでアルバイトをしていた。ファッション雑誌『CHOKi CHOKi』の専属モデルとして活動していたところ、同誌をたまたま見かけた現事務所の者にスカウトされた。
2009年9月に事務所に所属。その数週間後に行われた『天装戦隊ゴセイジャー』のオーディションに参加し、主演のアラタ / ゴセイレッド役に抜擢される。翌年（2010年）に同作が、俳優デビュー作となった。
モデルとして表舞台で仕事をしていたが、映像をはじめとする制作にも関心が強く、大学在籍中にテレビ局、制作会社、配給会社、ラジオ局などに就職活動をしていた。
日本テレビの『世界一受けたい授業』で100万円分の図書券を獲得、2012年6月、母校の多賀城市立城南小学校に絵本を寄贈した。
宮城県の「みやぎ絆大使」に就任し、さらに2019年3月20日には父親の出身地である宮城郡松島町の観光親善大使に就任。同年8月31日には、自らの出身地である多賀城市の「悠久浪漫大使」に就任。
2020年9月、2021年1月から上演されるミュージカル『ポーの一族』でアラン・トワイライト役を演じることが発表された。
2020年11月に行われ、300人が投票に参加した「あざとかわいいと思う俳優ランキング」では、田中圭や神木隆之介を凌ぎ1位を獲得した。
2021年3月、日本テレビ系で同年4月2日より始まる音楽番組『MUSIC BLOOD』のMCを田中圭と務めることが発表された。2人が俳優業以外でタッグを組むことは初めてである 。

## 人物

### 家族
- 母の従兄弟に小説家の立松和平がいる[20]。その立松が劇作家の小山内薫の孫と結婚しているために千葉は小山内薫から藤田嗣治（洋画家）、岡田三郎助（洋画家）と血縁こそないが縁戚関係を持つこととなる[20]。

### スーパー戦隊シリーズ関連
- 幼少時代好きだった「スーパー戦隊シリーズ」の作品は『恐竜戦隊ジュウレンジャー』だった[21]。
- 『天装戦隊ゴセイジャー』で共演したにわみきほは、千葉は他のメンバーがはしゃいでいても仕事に集中していたり、自身の出番が終わっても撮影現場を3時間も見学していたことを証言しており、真面目で芯が強くメインキャストを引っ張る頼もしい存在だったと評している[22]。

### ラジオ好きとして
- 学生時代にはラジオ番組にネタを投稿するリスナーだった[23][24][25]。2021年6月からはファンクラブサイト、YouTubeにて自身のラジオ番組『千葉雄大のラジオプレイ』の配信を開始した[26]。

## 受賞歴
2015年
- ベストスタイリングアワード2015 20代男性部門[27]

2017年
- 第40回日本アカデミー賞・新人俳優賞『殿、利息でござる!』[28]
- BEAUTY WEEK AWARD 2017  男優部門

2019年
- WEIBO Account Festival in Japan 2019 注目俳優賞[29]

## 出演
役名の太字は主演作品。

### テレビドラマ
- スーパー戦隊シリーズ（テレビ朝日）
  - 天装戦隊ゴセイジャー（2010年2月14日 - 2011年2月6日） - アラタ / ゴセイレッド 役
  - スーパー戦隊VSシリーズ劇場（2010年5月23日 - 12月26日） - アラタ 役
  - 天装戦隊ゴセイジャー スペシャルDVD ガッチャ☆ミラクル!総集編!!（2010年12月） - アラタ 役
- 桜蘭高校ホスト部（2011年7月 - 9月、TBS） - 埴之塚光邦 役
- ランナウェイ〜愛する君のために（2011年10月 - 12月、TBS） - 乾利夫 役
- 祝女 Season3（2011年10月22日、NHK総合）第2回　ゲスト出演
- Fallen Angel（2012年1月 - 3月、BS朝日） - 朝比奈（くまちゃん） 役
- 白戸修の事件簿（2012年1月 - 3月、TBS） - 白戸修 役
- カエルの王女さま（2012年4月 - 6月、フジテレビ） - 高垣忍 役[30]
- 黒の女教師（2012年7月 - 9月、TBS） - 望月亮平 役[31]
- 大河ドラマ 平清盛 第38話 - （2012年9月 - 、NHK総合） - 高倉天皇 役
- レジデント〜5人の研修医 第9、10話（2012年12月13日 - 20日、TBS） - 美山皆人 役
- TAKE FIVE〜俺たちは愛を盗めるか〜（2013年4月 - 6月、TBS） - 矢野昇太郎 役
- SUMMER NUDE（2013年7月 - 9月、フジテレビ） - 米田春夫 役
- シェフのそばで。（2013年7月 - 9月、TBS） - シェフ 役
- 恋するイヴ（2013年12月24日、日本テレビ） - 祝和彦 役
- 失恋ショコラティエ 第7話（2014年2月24日、フジテレビ） - 中村大介 役
- 松本清張スペシャル 時間の習俗（2014年4月10日、フジテレビ） - 須貝新太郎 役
- はちみつキッチン（2014年5月17日、TBS） - 単身赴任の夫 役
- 水球ヤンキース（2014年7月 - 9月、フジテレビ） - 木村朋生 役
- 金田一少年の事件簿N（neo） 第3、4話（2014年8月2日 - 9日、日本テレビ） - 加藤賢太郎 役
- 最強のオンナ（2014年10月5日、MBS） - 宮木拓也 役
- きょうは会社休みます。（2014年10月 - 12月、日本テレビ） - 加々見龍生 役
- 天使のナイフ （2015年2月 - 3月、WOWOW)　- 福井健 役[32]
- 赤と黒のゲキジョー 瀬在丸紅子の事件簿〜黒猫の三角〜（2015年2月6日、フジテレビ） - 小鳥遊練無 役
- 赤と黒のゲキジョー 三面記事の女たち -愛の巣-（2015年2月20日、フジテレビ） - 桂木結平 役
- 戦う!書店ガール（2015年4月 - 6月、関西テレビ） - 三田孝彦 役
- 恋愛あるある。「シングルママ恋愛あるある」（2015年6月24日、フジテレビ） - 黒田智治 役
- オトナ女子（2015年10月 - 12月、フジテレビ） - 沢田健太 役[33]
- 黒崎くんの言いなりになんてならない（2015年12月22日 - 23日、日本テレビ） - 白河タクミ 役[34]
- 新春特別番組ドラマ 彼女が恋した職人さん〜マリーは匠に首ったけ〜[35]（2016年1月6日、テレビ東京） - 和田巧 役[36]
- 家族ノカタチ（2016年1月 - 3月、TBS） - 入江春人 役[37]
- ドルチェの雫（2016年2月12日、NHK総合） - マスター / 本田圭一 / 井田俊介 / 添田光一 役
- 99.9-刑事専門弁護士- 第5・6話（2016年5月15日・22日、TBS） - 谷繁直樹 役
- 家売るオンナ（2016年7月 - 9月、日本テレビ） - 足立聡 役[38]
  - 帰ってきた家売るオンナ（2017年5月26日）
  - 家売るオンナの逆襲（2019年1月 - 3月）
- しあわせの記憶（2017年1月8日、MBS・TBS） - 田島佑 役 [39]
- 兄に愛されすぎて困ってます （2017年4月 - 5月、日本テレビ） - 芹川高嶺 役
- ファイナルファンタジーXIV 光のお父さん（2017年4月 - 5月、MBS・TBS） - マイディー / 稲葉光生 役[40]
- 映画『帝一の國』スピンオフドラマ『帝一の國～学生街の喫茶店～』第4話「森園の夏合宿大予言」（2017年4月27日、フジテレビ） - 森園億人 役[41]
- ソースさんの恋（2017年6月 - 7月、NHK BSプレミアム） - 宇野正直 役[42]
- ぼくらの勇気 未満都市2017（2017年7月21日、日本テレビ） - 風間 役
- きじまりゅうたの小腹がすきました! 第9・11話（2017年8月5日・15日、NHK総合） - 独身サラリーマン 役
- 連続テレビ小説 わろてんか（2017年10月2日 - 14日、NHK総合） - 藤岡新一 役
- 民衆の敵〜世の中、おかしくないですか!?〜（2017年10月 - 12月、フジテレビ） - 岡本遼 役[43]
- もみ消して冬〜わが家の問題なかったことに〜（2018年1月 - 3月、日本テレビ） - 楠木松也 役
  - もみ消して冬 2019夏 〜夏でも寒くて死にそうです〜（2019年6月29日）[44]
- 高嶺の花（2018年7月 - 9月、日本テレビ） - 宇都宮龍一 役
- プリティが多すぎる（2018年10月 - 12月、日本テレビ） - 新見佳孝 役
- 家康、江戸を建てる 前編（2019年1月2日、NHK総合） - 春日清兵衛 役
- ちょいドラ 2019「尽くす女」（2019年1月12日、NHK総合） - 木山一己 役
- 遊戯みたいにいかない。 第2話 (2019年4月25日、日本テレビ） - 小野田栄次郎 役
- コメディー特番『君は天才！～渡辺謙がコメディーに挑戦！』（2019年8月10日／9月28日、NHK BSプレミアム／総合） - 千葉雄大（本人）役
- 盤上の向日葵（2019年9月8日 - 9月29日、NHK BSプレミアム） - 上条桂介 役[45]
- おっさんずラブ-in the sky-（2019年11月2日 - 12月21日、テレビ朝日） - 成瀬竜 役[46]
- 小さな神たちの祭り（2019年11月20日、TBCテレビ） - 谷川晃 役[47]
- 最後のオンナ（2020年1月6日、テレビ東京） - 森山賢太 役[48]
- いいね!光源氏くん（2020年4月4日 - 5月23日、NHK総合） - 光源氏 役[49]
  - いいね!光源氏くん し〜ずん2（2021年6月7日 - 6月28日）[50]
- ダブルブッキング（2020年6月28日、日本テレビ） - 雄二 役[51][52][53][54][55]
- 40万キロかなたの恋（2020年7月24日 - 8月15日、テレビ東京） - 高村宗一 役
- 夢の本屋を巡る冒険（2020年8月18日・19日、NHK総合） - バイトさん 役[56]
- 正義の天秤（2021年10月24日S1第5話最終回、2023年5月6日S2第1回、NHK総合）- 南野一翔/木村英之 役
- アバランチ（2021年10月18日 - 12月20日、カンテレ・フジテレビ系）- 牧原大志 役
- アクターズ・ショート・フィルム2「あんた」（2022年2月6日、WOWOW） - 出演・脚本・監督[57]
- ダブル（2022年6月4日 - 8月6日、WOWOW）- 宝田多家良 役[58]
- 星降る夜に（2023年1月17日 - 3月14日、テレビ朝日） - 佐藤春 役[59]
- unknown 第3話（2023年5月2日、テレビ朝日） - 御島崎響太郎 役[60]
- アクターズ・ショート・フィルム4「ハルモニア」（2024年3月8日、WOWOW） - 出演・脚本・監督[61][62]
- アンメット ある脳外科医の日記（2024年4月15日 - 6月24日、関西テレビ・フジテレビ） - 星前宏太 役[63][64]
- となりのナースエイドSP2025（2025年1月11日、日本テレビ） - 峰岸虎徹 役[65]
- ゴースト・オブ・レディオ〜バチボコ怖い心霊バスツアー〜 ディレクターズカット版（2025年2月16日、WOWOW）[66]
- ダメマネ! -ダメなタレント、マネジメントします-（2025年4月20日 - 6月22日、日本テレビ） - 木村三太 役[67]
- 大追跡〜警視庁SSBC強行犯係〜 第6話（2025年8月13日、テレビ朝日） - 柏木亮太 役[68]

### 配信ドラマ
- Heather LOVE♡Short Movies #1「コイシイヒト」（2012年10月20日、ヘザー公式サイトと公式WEBストア） - 健人 役
- 闇金ウシジマくん オリジナルドラマ（2014年3月13日、dビデオ powered by BeeTV） - 新庄祐紀 役
- おっさんずラブ-in the sky-〜ゆく年くる年SP〜 前編・後編（2019年12月24日・12月25日、AbemaTV・ビデオパス） - 成瀬竜 役[69]
- ホットママ（2021年3月19日 - 、Amazon Prime Video） - 三村元哉 役[70]
- 笑ゥせぇるすまん #2「シーソーゲーム」（2025年7月18日、Amazon Prime Video） - 庵地英治 役[71][72]

### 映画
- スーパー戦隊シリーズ（東映） - アラタ / ゴセイレッド 役
  - 侍戦隊シンケンジャーVSゴーオンジャー 銀幕BANG!!（2010年1月30日） - 声のみ
  - 天装戦隊ゴセイジャー エピックON THEムービー（2010年8月7日）[73][74]
  - 天装戦隊ゴセイジャーVSシンケンジャー エピックon銀幕（2011年1月22日）[75]
  - ゴーカイジャー ゴセイジャー スーパー戦隊199ヒーロー大決戦（2011年6月11日）
  - 仮面ライダー×スーパー戦隊 スーパーヒーロー大戦（2012年4月21日） - 声のみ
- 桜蘭高校ホスト部（2012年3月17日、ソニー・ピクチャーズ エンタテインメント） - 埴之塚光邦 役
- 幕末高校生（2014年7月26日、東映） - 沼田慎太郎 役
- アオハライド（2014年12月13日） - 菊池冬馬 役
- Mr.マックスマン（2015年10月17日） - 谷口正義 役[76]
  - Bros.マックスマン（2017年1月7日） - 谷口正義 役[77]
- 通学シリーズ 通学電車 (2015年11月7日) - ハル 役
  - 通学シリーズ 通学途中 (2015年11月21日) - ハル 役
- 黒崎くんの言いなりになんてならない（2016年2月27日） - 白河タクミ 役
- モヒカン故郷に帰る (2016年4月9日) - 田村浩二役
- 殿、利息でござる!（2016年5月14日、松竹） - 千坂仲内 役
- 全員、片想い「あさはんのゆげ」（2016年7月2日） - 桐生要 役[78][79]
- 暗黒女子（2017年4月1日） - 北条 役
- ReLIFE リライフ（2017年4月15日） - 夜明了 役[80]
- 帝一の國（2017年4月29日） - 森園億人 役[81]
- 兄に愛されすぎて困ってます（2017年6月30日） - 芹川高嶺 役[82]
- 亜人（2017年9月30日） - 奥山 役
- 音量を上げろタコ!なに歌ってんのか全然わかんねぇんだよ!!（2018年10月12日）- 坂口 役
- スマホを落としただけなのに（2018年11月2日） - 加賀谷学 役[83]
  - スマホを落としただけなのに 囚われの殺人鬼（2020年2月21日）- 加賀谷学 役[84][85]
  - スマホを落としただけなのに 〜最終章〜 ファイナル ハッキング ゲーム（2024年11月1日） - 加賀谷学 役[86][87]
- 走れ!T校バスケット部（2018年11月3日）- 北条一紀 役（友情出演）
- 人間失格 太宰治と3人の女たち（2019年9月13日） - 太田薫 役[88]
- 決算! 忠臣蔵（2019年11月22日） - 磯田武太夫 役[89]
- 子供はわかってあげない（2021年8月20日） - 門司明大 役[90]
- もっと超越した所へ。（2022年10月14日、ハピネットファントムスタジオ） - 星川富 役[91]

### 舞台
- タンブリング vol.2（2011年5月18日 - 22日、赤坂ACTシアター / 5月27日 - 29日、御園座 / 6月3日 - 5日、イオン化粧品 シアターBRAVA! / 7月2日 - 3日、東京国際フォーラム ホールC） - 水原護 役
- ラヴ・レターズ 〜2012 22nd Anniversary〜（2012年9月20日、PARCO劇場） - アンディ 役
- 危険な関係（2017年10月8日 - 11月14日、Bunkamura シアターコクーン） - ダンスニー騎士 役
- 坂元裕二 朗読劇2020「忘れえぬ 忘れえぬ」、「初恋」と「不倫」（2020年4月15日・4月16日、よみうり大手町ホール / 4月24日、松下IMPホール）[92]
- ポーの一族（2021年1月、梅田芸術劇場 / 2月、東京国際フォーラム ホールC） - アラン・トワイライト 役[16]
- オールナイトニッポン55周年記念公演『あの夜を覚えてる』（2022年3月20日・27日、オンライン劇場「ZA」） - 藤尾涼太 役（髙橋ひかるとのダブル主演）[93]
- 世界は笑う（2022年8月7日 - 28日、Bunkamura シアターコクーン / 9月3日 - 6日、京都劇場）[94]
- あの夜であえたら（2023年10月14日 - 15日、東京国際フォーラム ホールA） - 藤尾涼太 役[95]
- KAAT神奈川芸術劇場プロデュース『ジャズ大名』（2023年12月9日 - 24日、KAAT神奈川芸術劇場 ホール / 2024年1月7日 - 8日、神戸文化ホール 大ホール / 1月13日 - 14日、刈谷市総合文化センター 大ホール[注釈 1] / 1月20日 - 21日、高槻城公園芸術文化劇場 トリシマホール） - 大久保教義 役[97]
- PARCO PRODUCE 2024『ワタシタチはモノガタリ』（2024年9月8日 - 30日、PARCO劇場 / 10月5日・6日、キャナルシティ劇場 / 11日 - 14日、森ノ宮ピロティホール / 18日・19日、 りゅーとぴあ 新潟市民芸術文化会館・劇場） - リヒト 役[98]
- 朗読劇『たもつん』（2025年5月14日・18日、IMM THEATER） - ユーキチ 役[99][100]
- スジナシシアターVol.18 in きゅりあん大ホール（2025年9月3日〈予定〉、きゅりあん）[101]

### オリジナルビデオ
- 帰ってきた天装戦隊ゴセイジャー last epic（2011年、東映） - アラタ / ゴセイレッド 役

### バラエティ番組
- バイキング（2014年4月4日 - 2015年3月27日、フジテレビ） - 金曜レギュラー
- カップルキッチン（2014年7月16日 - 2016年1月13日、フジテレビTWO） - 千葉雄大（本人）役 ※夫婦との設定で秋元才加と共演[102]。
- チョイ住み inパリ（2015年3月14日、NHKBSプレミアム）
- 老い愛で子さんのご自愛ください。〜ポジティブエイジングメソッド〜（2016年6月、テレビ東京） - 輝良きら男 役[103]
- ボキャブライダー（2018年3月12日・2018年4月2日 - 2019年3月25日、NHK Eテレ） - スキットの出演者[104]
- メシドラ〜兼近&真之介のグルメドライブ〜 スペシャル（2025年4月13日、日本テレビ） - 安田顕とともに出演[105]

### 情報番組
- ザ・プライムショー（WOWOW）- 2012年7月23日の放送で司会を担当[106]

### 音楽番組
- COUNTDOWN JAPAN - ゲストMC
  - 14/15 （2014年12月28-29日、WOWOW）[19]
  - 15/16 （2015年12月30-31日、WOWOW）[107]
- Now Playing Japan LIVE - メインMC
  - vol.1 （2018年3月19日、Zepp Divercity、 スペースシャワーTVで同年4月27日放送）[108][109]
  - vol.2 （2018年10月30日、新木場STUDIO COAST、スペースシャワーTVで同年12月27日放送）[110]
  - vol.3 （2019年5月28日、新木場STUDIO COAST、スペースシャワーTVで同年7月5日放送）[111]
- MUSIC BLOOD（2021年4月2日 - 2022年9月30日、日本テレビ） - MC[18]

### テレビアニメ
- 金田一少年の事件簿R（第2期）（2015年12月26日） - 小林竜太郎 役[112][113]
- ポケットモンスター サン&ムーン（2018年3月8日 - 2019年7月14日） - イリマ 役

### 劇場アニメ
- 映画 妖怪ウォッチ シャドウサイド 鬼王の復活（2017年12月16日） - 月浪トウマ 役[114]

### 吹き替え
- イースターラビットのキャンディ工場（2011年8月19日） - フレッド・オヘア（ジェームズ・マースデン） 役[115]
- ピーターラビット（2018年5月18日） - ピーターラビット（ジェームズ・コーデン） 役[116]
- ピーターラビット2/バーナバスの誘惑（2021年6月25日） - ピーターラビット（ジェームズ・コーデン） 役[117][118]

### ラジオドラマ
- SOUNDS OF STORY〜ASADA JIRO LIBRARY〜 「冬の旅」（2015年2月7日、J-WAVE）[119]
- ラジオシアター〜文学の扉「人魚姫」（アンデルセン原作、2016年9月18日・25日、TBSラジオ）
- TBSラジオドラマスペシャル「ふたご」（藤崎彩織原作、2018年6月17日、TBSラジオ） - 月島悠介 役[120]

### ラジオ番組
- SCHOOL OF LOCK!（2008年）受験生応援グッズ「Toppa（トッパ）」モデル[121]
- 千葉雄大のオールナイトニッポン（2019年1月21日深夜・1月22日未明、ニッポン放送）[122]
- UR賃貸住宅プレゼンツ 千葉雄大のMY ROOM RADIO!（2020年1月13日、ニッポン放送）[123]
- ホリデースペシャル 映画「スマホを落としただけなのに 囚われの殺人鬼」ラジオ（2020年2月24日、ニッポン放送）
- 言ってよ、千葉くん（2020年5月24日）
- 千葉雄大のラジオプレイ（2021年 - 2025年、ファンクラブサイト、YouTube）[124]

### ミュージック・ビデオ
- Violent is Savanna「アワイロサクラチル」（2011年）
- 中村舞子「届きそうな距離で…。」（2011年）
- 塩ノ谷早耶香「Dear Heaven」（2013年）
- Silent Siren「I×U」（2013年）
- ナノ「INFINITY≠ZERO」（2014年、『幕末高校生』主題歌）
- ナノ「SABLE」（2014年、『M3〜ソノ黒キ鋼〜』 エンディングテーマ 2）
- ストレイテナー「DAY TO DAY」（2015年）[125]
- 大森靖子「draw（A）drow」（2017年）[126]
- GENERATIONS from EXILE TRIBE 「You & I」（2020年6月17日）[127] [128]

### CM
- プリマハム「天装戦隊ゴセイジャーソーセージ」（2010年）
- バンダイ「ゴセイジャージャケット」（2010年）
- 資生堂「ELIXIR SUPERIEUR ハリマドンナ秋篇」（2010年）
- コンタクトのアイシティ（2015年）[129]
- 三井住友カード Apple Pay「レコード篇」（2016年12月）
- 江崎グリコ　カフェオーレ「執事登場篇」（2017年4月）
- スクウェア・エニックス　ファイナルファンタジーXIV「光のお父さん Ver.」（2017年4月）
- ベネッセ「進研ゼミ」（2018年2月）[130]
- 日清 ラ王（2018年9月 - ）
- UR（都市再生機構）（2018年12月 - ）[131][132]
- TISインテックグループ 「魔人登場篇」（2020年2月1日 - ）[133]
- アサヒグループ ミンティア（2020年 3月 - ）
- 花王「バスマジックリン エアジェット」『浴槽篇』『床壁篇』『待つだけ篇』（2021年 - ）寺島進と共演[134]
- 学研エデュケーショナル「学研教室」
  - 「勉強くん」篇（2021年10月1日 - ）[135]
  - 「超わかりやすい教材!」篇、「ヒント上手な先生!」篇、「自分のスピードで進められる!」篇（2021年10月1日 - ）[136]
  - 「キミにピッタリ!」篇（2022年5月1日 - ）[137]
  - 「いろんな勉強くん 新学期用 無料体験学習」篇、「いろんな勉強くん 通年用 無料体験学習」篇（2023年1月18日 - ）[138]
- タカラトミー ディズニー・ロルカナ・トレーディングカードゲーム「それぞれのロルカナ」篇（2025年1月10日 - ）[139]
- メルカリ 「メルカリ、ありかも。」シリーズ「街頭インタビュー」篇・「お宅訪問」篇（2025年1月17日 - ）[140]

### 雑誌連載
- CHOKi CHOKi - 専属モデル[141]
- WiNK UP - モデル
- duet - モデル
- B-PASS - モデルと連載コーナー：千葉雄大の「ドレミファソラシどろん♪」
- プラスアクト (2018年4月 - 、ワニブックス) - 連載コーナー『喋って食って零キロカロリー』

## 作品

### 写真集
- Yudai（2010年、学習研究社）[142] ISBN 978-4-05-404674-0
- 青写真（2012年、ワニブックス）[143] ISBN 978-4-8470-4460-1
- CHIBA YUDAI SPECIAL BOOK（2014年、宝島社） ISBN 978-4-8002-2198-8
- 横顔（2018年、ワニブックス）[144] ISBN 978-4-8470-4979-8
- 彩り（2019年、ワニブックス）[145] ISBN 978-4-8470-8193-4
- 喋って食って零キロカロリー（2024年11月20日、ワニブックス）[146]ISBN 978-4847085871

### 小説表紙
- 君に伝えて… (著：ひな、集英社ピンキー文庫）
  - First Kiss（2012年5月25日）
  - More Kiss（2012年6月22日）
  - Love&Kiss（2013年1月25日）
  - Love&Kiss&More（2013年2月22日）
- 通学シリーズ
  - 通学時間 〜君は僕の傍にいる〜（著：みゆ、2011年4月22日、集英社ピンキー文庫） ※下記の原作
  - 通学時間 〜君は僕の傍にいる〜 comic&stories（著：みゆ・月島珊瑚、集英社ピンキー文庫）
    - 1（2014年7月25日）
    - 2（2014年9月25日）
- 君と私の関係図　キス。のち秘め恋。（著：睡蓮華、2013年7月25日、集英社ピンキー文庫）

### 映像作品
- GRANDEUR（2010年、ポニーキャニオン）[147]

### 参加楽曲
| 発売日         | 商品名                                                    | 歌                     | 楽曲                                                   | 備考                                       |
| -------------- | --------------------------------------------------------- | ---------------------- | ------------------------------------------------------ | ------------------------------------------ |
| 2010年12月29日 | 天装戦隊ゴセイジャー 全曲集 スーパーソングスダイナミック! | ゴセイジャー           | 「Over The Rainbow」                                   | テレビドラマ『天装戦隊ゴセイジャー』挿入歌 |
| 2010年12月29日 | 天装戦隊ゴセイジャー 全曲集 スーパーソングスダイナミック! | ゴセイジャー、高橋秀幸 | 「ガッチャ☆ゴセイジャー（TYPE2護星天使ヴァージョン）」 |                                            |

### ユニットメンバー
1. 1 2  千葉雄大、さとう里香、浜尾京介、にわみきほ、小野健斗